# 10 Szwadron Łączności (1 DKaw)
10 Szwadron Łączności – samodzielny pododdział wojsk łączności ludowego Wojska Polskiego.
Sformowany w Sumach na mocy rozkazu sztabu Armii Polskiej w ZSRR nr 0038 z 8 maja 1944 według etatu nr 06/450. Walczył w składzie 1 Samodzielnej Brygady Kawalerii.
Rozformowany na mocy rozkazu Naczelnego Dowódcy Wojska Polskiego nr 028/org. z 27 stycznia 1947.
Proporczyk na lance i na mundur czarno-niebieski.

## Dowództwo
- dowódca – por. Czemeryczkin
- zastępca – chor. Ochenduszko